# Giorgio De Bettin
Giorgio De Bettin (Pieve di Cadore, 7 agosto 1972) è un dirigente sportivo, allenatore di hockey su ghiaccio ed ex hockeista su ghiaccio italiano.

## Carriera

### Club
De Bettin, dopo essere cresciuto nel settore giovanile, esordì nel 1990 con la maglia del Zoldo, squadra per cui giocò due stagioni. Fra il 1992 ed il 1995 militò per tre squadre in altrettanti campionati, Fiemme Cavalese, Asiago e CourmAosta. Nel 1995 fece ritorno all'Asiago, arrivando a marcare 76 punti in 70 partite nell'arco di due anni. Nel 1997 giunse invece al Cortina, squadra che per la stagione 1998-1999 si fuse con i Milano Vipers.
Nel 1999 firmò nuovamente per l'Asiago, squadra con cui ottenne nella stagione 2000-01 la doppietta campionato e Coppa Italia. Nelle stagioni successive vinse un'altra Coppa Italia e una Supercoppa Italiana. In cinque stagioni totalizzò 217 punti in 216 gare di Serie A.
Nell'estate del 2004 De Bettin fece ritorno a Cortina, squadra di cui diventò, dal 2009 a fine carriera, il nuovo capitano. Nella stagione 2006-2007 vinse il suo secondo campionato in carriera, mentre nel 2012 sollevò la terza Coppa Italia personale.
De Bettin si ritirò al termine della stagione 2014-2015 a 43 anni.

### Nazionale
De Bettin, dopo essere stato convocato per quattro amichevoli tra il 1993 e il 1994, raggiunse stabilmente la Nazionale maggiore a quasi trent'anni, nel dicembre del 2001. Da allora partecipò a tutte le edizioni dei mondiali: di Gruppo A nel 2002, 2006, 2007 e 2008; di Prima Divisione nel 2003, 2004, 2005 e 2009 (questi ultimi due vinti). Disputò, inoltre, le Olimpiadi di Torino 2006.
Il 7 aprile 2011 in occasione di un evento organizzato ad Asiago fu ufficializzato il suo addio alla maglia azzurra.

### Allenatore e dirigente
Nell'ultima stagione da giocatore De Bettin iniziò a ricoprire la carica di direttore sportivo per il Cortina, ruolo a cui dopo il ritiro affiancò quello di assistant coach.
Dal 2016 al 2018 è stato alla guida della formazione Under-19 del Cortina, impegno a cui dal settembre 2017 ha affiancato quello di assistente allenatore della nazionale italiana e della prima squadra dello stesso Cortina.
Nel marzo 2018 è subentrato a Drew Omicioli alla guida del Cortina; è rimasto per due stagioni: nel giugno 2020 ha annunciato di voler lasciare la società cui era legato ininterrottamente da sedici stagioni, per divenire scout della nazionale azzurra.
Ha continuato a ricoprire il ruolo di assistente allenatore degli azzurri, e in occasione dei mondiali del 2021 assunse ad interim  ruolo di capo allenatore, a causa della positività al COVID-19 del titolare Greg Ireland.
Nell'estate del 2022, dopo la fine del contratto con Ivo Machacka, il Cortina lo ha richiamato in panchina. Nel mese di febbraio 2023 guida gli ampezzani alla conquista del loro 17º scudetto.
Il 27 dicembre 2024 viene chiamato dall'Asiago Hockey in sostituzione di Ron Fogarty, con l'intento di risollevare le sorti della squadra, in quel momento al terzultimo posto in ICE Hockey League.

## Palmarès

### Giocatore

#### Club
- Campionato italiano: 2

Asiago: 2000-2001
Cortina: 2006-2007
- Coppa Italia: 3

Asiago: 2000-2001, 2001-2002
Cortina: 2011-2012
- Supercoppa italiana: 1

Asiago: 2003

#### Nazionale
- Campionato mondiale di hockey su ghiaccio - Prima Divisione: 2

Paesi Bassi 2005, Polonia 2009

### Allenatore

#### Club
- Campionato italiano: 1

Cortina: 2022-2023

#### Nazionale
- Campionato mondiale di hockey su ghiaccio Under-20 - Seconda Divisione A: 1

Italia 2022